# Tonino Pulci
Tonino Pulci (eigentlich Antonio Pulci; * 13. Juni 1947 in Scalea; † 3. August 2012) war ein italienischer Schauspieler, Filmregisseur und Drehbuchautor.

## Leben
Pulci begann seine Laufbahn beim Theater 1970, als er sein Geologiestudium abbrach und mit Giancarlo Sepe das „Teatro La Comunità“ gründete. Nach einigen Jahren, in denen er experimentierfreudig römische Avantgarde-Stücke u. a. unter Regisseuren wie Luca Ronconi, Luigi Squarzina und Mario Missiroli aufführte, inszenierte er selbst ab 1980 eine große Anzahl moderner Klassiker (Jean Cocteau, Georges Feydeau, Christopher Durang, Neil Simon, Roberto Cavosi) und konnte damit regelmäßig bei Kritik und Publikum Erfolge feiern.
Beim Film trat Pulci eher selten in Erscheinung; etliche Male wurde er als Schauspieler engagiert. Bei zwei Gelegenheiten drehte er als Regisseur 1984 Signore e signori und vierzehn Jahre später Donne in bianco nach seinem eigenen Stück.
Daneben lehrte Pulci an der Università della Tuscia, wirkte als Synchron- und Radiospielregisseur (so war er für die erste Radio-Soap 1983 verantwortlich) und nahm gelegentlich Auftragsarbeiten des Fernsehens wahr.

## Filmografie
- 1984: Signore e signori
- 1998: Donne in bianco